# الشريف بوشوشة
الشريف بوشوشة الغيشاوي قائد المقاومة في الصحراء الجزائرية هو محمد بن التومي بن إبراهيم المدعو بوشوشة بمعنى الفارس، ولد سنة 1827 بالغيشة بولاية الأغواط من أسرة فقيرة ومحافظة على التقاليد الإسلامية، حفظ القرآن وتأدب بأخلاقه وتعلم الرماية وركوب الخيل من الصغر، إضافة إلى جولاته التي قام بها إلى مختلف الزوايا في الجزائر وخاصة زاوية طولقة ب ولاية بسكرة وكان يصطحبه في تنقلاته مؤدبه الخاص.

## المسيرة النضالية
كان وصول المستعمر الفرنسي إلى الغيشة وبناء أول مركز استعماري سنة 1856 في الحي الشرقي بالغيشة مما كان له تأثيرا بالغافي حياة الشريف بوشوشة وجعله يفكر في الخروج والتنقل لجمع المال والمؤن والسلاح الضروري لتنقلاته وحركته وإعلان الجهاد.
خرج من الغيشة انتقل نحو مدينة فقيق بالغرب الجزائري لكنه تعرض للاعتقال وأدخل السجن سنة 1862 ببوخنيفيس بوادي مقرة الذي يبعد عن مدينة سيدي بلعباس بحوالي 15 وفي سنة 1863 فر من السجن وتوجه إلي قبيلة البيض حيث شارك في ثورة أولاد سيدي الشيخ التي اندلعت سنة 1864 ضد المستعمر الفرنسي. ثم انتقل إلى تونس ثم إلى ليبيا لجمع السلاح والمال كما انه أصبح من أعوان السنوسين وتأثر بحركتهم.
وفي سنة 1865 رجع إلى أرض الوطن متجها نحو مدينة الأغواط ثم إلى زاوية كرزاز بحيث استقبل بحفاوة كبيرة، ثم انتقل إلى توات ووثق صلته بشيخ رقان وجمع عددا من الأنصار والأتباع وفي سنة 1869 انضم إلى جماعة المداغنة التي جعل منها جيشا منظما بعد تأثيره فيها.
لقد كانت نهاية سنة 1865 السنة التي بدأ فيها الشريف بوشوشة قيادته للمقاومة حيث الاتصال مع المقاوم الناصر بن شهرة للتنسيق معا من اجل الكفاح وبعدها اتجه إلى الصحراء فحرر مدينة المنيعة وطرد قائدها
الموالى ل فرنسا المدعو جعفر ثم واصل سيره نحو الجنوب ليتمركز بواحة عين صالح فأعلنه أتباعه زعيما وشريفا فتمت مبايعته من طرف
شعانبة المواضي وكان هذا بين سنتي 1871-1870.
وفي مارس من سنة 1871 وصل إلى انقوسة شمال مدينة ورقلة رفقة 80 فارسا وأعلن
شيوخها الولاء له وبعدها توجه إلى سوف حيث مقر شعانبة طرود وبالضبط إلى الزاوية التجانية بقمار فقوبل بالرفض من طرفهم فهاجمهم بتاريخ 08 ماي 1871 وقتل منهم 60 شخصا وجرح 40 أخر وبهذا استولى عليها في 14ماي 1871 سيطر على مدينة تقرت بعد قضائه على
الموالين لفرنسا من أصحاب على باي وبتاريخ 21 ماي 1871 رحل إلى الجنوب أخذ معه مجموعة من الأسري الفرنسيين وفي طريقه مر بمدينة
تماسين حيث حاصر زاويتها لكنه لم يهاجمها لأنها في رأيه مكانا مقدسا وبعدها عاد إلى تقرت لفك الحصار المضروب على مساعده بوشمال وكان هذا في شهر جويلية من نفس السنة وتم ذالك بمساعدة الناصر بن شهرة الذي نصبه نائبا له بمدينة تقرت في 05 مارس 1871
ثم توجه إلي منطقة تقع بين تقرت والدوسن ولحق به نائبه بن الناصر بن شهرة الفار من العدو الذي كان قادما.
بتاريخ 16 أكتوبر 1871 التقى الشريف بوشوشة وبن الناصر بن شهرة ب المقرانيين الفارين من الشمال وبهذا متن الشريف بوشوشة صلته مع سي الزبير من أولاد سيدي الشيخ وجعلوا من قرية بني يزقن مستودعا للذخائر والأسلحة والمؤن ولم يهاجم سكانها وهذاجتنابا لإراقة الدماء وتوطيد الصلة بهم.

## مرحلة التقهقر والانكسار
- ومع نهاية سنة 1871 ودخول سنة 1872 دخلت مقاومة الشريف بوشوشة مرحلة التقهقر والانكسار حيث تمكنت القوات الفرنسية وأعوانها من افتكاك مدينة تقرت وكان هذا بتاريخ 27 ديسمبر 1871 وورقلة في معركة حاسمة بقيادة الجنرال.
- دو لاكروا بتاريخ 02 جانفي 1872 كما تم الاستلاء على زمالته وهذا بعد مطاردة دامت من 07 إلى 25 جانفي 1872 وهذا حسب تقرير.
- روز إضافة إلى انفصال الشعانبة عنه في 10 جانفي 1872. بتاريخ 11 جانفي 1872 تعرض الشريف بوشوشة إلى محاولة اغتيال وكان هذا من طرف أحد رفقائه وهو المدعو مولاي العربي لكنه نجا بأعجوبة.

## محاولة إعادة تشكيل المقاومة
- بعد كل هذا وتسارع الأحداث توجه إلى مدينة المنيعة وهناك انقطعت أخباره فقيل بأنه مات لكن حب الجهاد والدفاع عن الوطن ما زال يجري في عروقه مما جعله يواصل مقاومته بالصحراء الشرقية ناحية عين صالح والجهة الغربية ناحية كرزاز وقورارة وتوات لكن نجمه انطفأ وهذا في شهر افريل من سنة 1873 مما أدي بالقوات الفرنسية لمطاردته بقيادة الجنرال دولاكروا.
- وفي شهر جويلية 1873 عاد بوشوشة من جديد إلى مقاومته منفذا عدة عمليات في الجنوب الجزائري على المواقع الفرنسية بين الأغواط والبيض عند أولاد يعقوب إلا أن السعيد بن إدريس أخ خليفة محمد بن إدريس أغا ورقلة قام بمطاردة بوشوشة وانتزع زمالته بحاسي ترفى واسر مجموعة من أتباعه من بينهم زوجته فاطمة بنت جلول.

## إلقاء القبض على الشريف بوشوشة
- بطلب من الجنرال ليبري إلى أغا ورقلة هذا الأخير الذي كلف أخاه السعيد بن إدريس بمطاردة بوشوشة والإتيان به حيا أو ميتا وبناء على توجه بوشوشة في شهر فيفري 1874 مع 100 فارس جمالة من الطوارق والشعانبة وأولاد سيدي الشيخ نحو عين صالح.وبالفعل فقد تم خروج السعيد بن إدريس يوم 24 فيفري 1874 وتمكن من اكتشاف موقعه ب الملوك وبتاريخ 31 مارس تقابل الطرفان في معركة حاسمة وغير متكافئة فقد فيها الشريف بوشوشة 50 مقاتلا من رجاله أي النصف من جيشه والقي عليه القبض جريحا.

## السجن والمحاكمة
- في 31 مارس أخذ إلى سجن ورقلة وبعدها تم نقله إلى سجن الأغواط ليأخذ بعدها إلى قسنطينة أين حوكم هناك أمام مجلس عسكري، وصدر فيه حكم الإعدام يوم 19مارس 1875، ويقال بأنه نفذ يوم 29 جوان 1875 بقسنطينة.